# ماي كريستي
ماي كريستي (بالإنجليزية: May Christie)‏ هي كاتِبة أمريكية، ولدت في 3 أكتوبر 1890 في الصين، وتوفيت في 16 فبراير 1946 في لوس أنجلوس في الولايات المتحدة.

## وصلات خارجية
- ماي كريستي على موقع IMDb (الإنجليزية)